# Liste des seigneurs de Drincham
Les Seigneurs de Drincham détenaient Drincham, village de la Flandre française situé dans l’arrondissement de Dunkerque.
La seigneurie de Drincham a duré au moins 600 ans du début du XIIe siècle à 1789. D'abord petite seigneurie locale, au fil des acquisitions, mariages, alliances, héritages, efforts de ses titulaires, son importance grandit au point d’intéresser les puissants de l’époque et de devenir une possession de notables d’importance régionale voire des titulaires ou descendants ou alliés de noms de renommée nationale.
Pour la seigneurie de Drincham, le tournant intervient à la fin du XIVe siècle, lorsque le comte de Flandre, Louis de Male, un des pairs de France, la donne à un de ses fils né hors mariage. Les seigneurs de Drincham deviennent à cette date descendants de Hugues Capet, fondateur de la dynastie des Capétiens .
En 1789, le titulaire de la seigneurie est un des deux représentants de l’ordre de la noblesse pour le bailliage de Bailleul aux États généraux de 1789.

## Armoiries
Dès le début, les seigneurs de Drincham, en tant que nobles, disposent d'armoiries.
Elles ne sont pas restées intangibles : les détenteurs les faisaient évoluer pour intégrer et faire savoir une possession nouvelle ou une alliance conclue avec une puissante famille ou pour rappeler un fait d'armes.
Pieter Donche rend compte de certaines de ces évolutions avec les sources dont elles ont été tirées. Il a inséré dans son étude deux représentations de deux blasons différents des seigneurs de Drincham. On peut en trouver une troisième version dans le Père Anselme. Les armoiries actuelles du village de Drincham « Échiqueté d'argent et d'azur, à la bordure de gueules » sont issues du blason de l'ancienne seigneurie 

## Les premiers seigneurs de Drincham
Les connaissances relatives aux premiers seigneurs de Drincham sont souvent lacunaires, il est toutefois possible de retrouver leur trace dans plusieurs documents.
Dans ces premiers temps, le seigneur de Drincham est uniquement seigneur de ce lieu, habitant sans doute sur place ce qui ne sera plus le cas par la suite.
Jusqu'à Jean III de Drincham, seigneur vers 1350, ils apparaissent pour la gestion de leurs biens au niveau local. Jean III va donner une nouvelle dimension à la seigneurie : il apparait comme le principal acteur du développement de sa notoriété, ce qui prépare la phase suivante lorsqu'elle constitue à elle seule l'apanage d'un fils naturel du comte de Flandre.

### LambertIerou Lambertus de Drincham
Lambert Ier est le premier seigneur de Drincham à avoir laissé une trace dans l’histoire. Il est seigneur de Drincham au moins de 1110 à 1125.
Il est indiqué comme témoin dans plusieurs actes passés entre 1110 et 1123 par les comtes de Flandre successifs (Robert II de Flandres , Baudouin VII, Charles 1er de Flandre). Ces chartes visent à établir des donations et confirmations de donations au bénéfice de l'Abbaye Notre-Dame de Bourbourg.
Lambert de Drincham doit répondre à la convocation du comte même si cela l'amène à couvrir une longue distance : un des actes est pris à Bruges, soit à presque cent kilomètres de Drincham.
Lambert est encore présent en 1125, lorsque dans un acte pris à Aire sur la Lys, le comte de Flandre Charles Ier de Flandre tranche un litige entre le châtelain de Bourbourg et l'abbaye de Bourbourg, à propos de leurs droits respectifs en matière de justice.

### Gautier ou WauthierIerde Drincham
Il est seigneur de Drincham au moins de 1150 à 1176.
Gauthier Ier est témoin d’un acte passé en 1150 à Bourbourg par Thierri comte de Flandre (il s’agit de Thierry d’Alsace) et Sibille d’Anjou, sa femme, dans lequel le comte et la comtesse confirment une donation faite à l’hôpital de Saint-Nicolas, hors Bourbourg. Il est également témoin en 1176 d'un acte passé à Bruges par le comte de Flandre Philippe d'Alsace dans lequel celui-ci déclare prendre sous sa protection l'abbaye de Clairmarais.
Il est à noter que dans un acte non daté, peut-être pris entre 1184 et 1188, un Wilgelmus (Guillaume) de Drincham (de même qu'un Walterus de Loberga ou Gautier de Looberghe) est dit échevin de Bourbourg (la ville avait obtenu des comtes de Flandre le droit d'avoir un corps municipal ayant le pouvoir de régler certaines affaires internes dans une certaine indépendance). Le lien avec les seigneurs de Drincham n'est pas établi.

### JeanIerde Drincham
Jean Ier de Drincham succède à Lambert II de Drincham dont on sait seulement qu'en 1211, il est témoin d'un acte par lequel l'abbesse de Bourbourg fait un prêt à Gui de Gravelines. Lambert II était marié à Aélis. Jean II est seigneur de Drincham au moins de 1215 à 1221.
En 1215, la reine Mathilde, comtesse de Flandre, (il s'agit de Mathilde de Portugal, veuve de Philippe d'Alsace et régente du comté) déclare qu'en sa présence, Jean Ier de Drincham a donné à l'église de Watten (l'abbaye de Watten) le quart de la dîme de Hersinghem (Eringhem) que lui et ses prédécesseurs tiennent de la dite comtesse.
En 1221, Jean Ier est témoin d'un acte dans lequel Michel de Bollers, connétable de Flandre et seigneur de Harnes, du consentement de Christine, sa femme, donne à l'église de Watten toute sa terre héréditaire et censitaire de Nordpeene.
Il est décédé vers 1223 et a priori sans enfants : la seigneurie passe à son frère Gautier..

### Gautier ou Wauthier  II de Drincham
Il est seigneur de Drincham de 1223 à 1234 au moins. Il succède à son frère Jean. Il est dit chevalier dans un acte d’avril 1223.
Dans un acte de 1223, Gauthier (en latin Waltherus) et sa tante Stéphanie donnent une rente annuelle à l'abbaye de Ravensberghe (à Merckeghem) à prélever sur des terres situées à Drincham, attenantes à une terre possédée par Aelis, sœur de Gautier. Ils dispensent également l'abbaye de droits de péage sur l'overdraght, (système médiéval ancêtre des écluses) de Lynck sur la Colme (canal de la Colme). Le système de l'overdraght persista jusqu'au milieu du XVIIe siècle, époque où il fut remplacé par des écluses.
En 1226, Gautier est témoin d'un acte entérinant un accord entre Bauduin III comte de Guines, châtelain de Bourbourg, seigneur d'Ardres (seigneurs d'Ardres), et de Tourcoing et l'abbaye de Saint Bertin à Saint Omer.
La même année, en décembre, comme la plupart des seigneurs et villes de Flandre, il promet par un acte pris à Ypres, de rester fidèle au roi de France et de se déclarer pour lui contre le comte Ferrand et la comtesse Jeanne, si ceux-ci n'exécutent pas les conditions de la paix conclue avec le roi de France (il s'agit de la paix de Melun signée en 1225 entre Louis VIII et la comtesse Jeanne de Constantinople, pour obtenir la libération de Ferrand de Flandre prisonnier depuis la bataille de Bouvines en 1214).
En 1227, il donne à l'église de Watten une rente annuelle de douze sols, pour célébrer un anniversaire, (prévoir des messes en faveur d'une personne à la date anniversaire de sa mort) en mémoire de son frère, Jean Ier, précédent seigneur de Drincham.
En mai 1234, le même Gautier donne en gage d'un prêt fait par l'abbaye de Ravensberg, la moitié de la dîme qu'il perçoit en la commune d'Eringhem ainsi qu'une partie sur l'autre moitié, acte rapporté par Pierre évêque de la Morinie. Et le même mois, il exempte l'abbaye des Dunes (près de Furnes) de droits de passage par l'overdraght de Lynck, pour le salut de son âme et de celle de ses amis.
Il meurt a priori sans enfants puisque sa sœur Aelis se déclare héritière de son frère.

### Aelis et Catherine de Drincham
Elle est dame de Drincham au moins de 1248 à 1260.
Dans un acte de mai 1248, rédigé en latin, Aelis, dame de Drincham, (également appelée Aelide, Adèle), sœur et héritière de Gautier au même titre que sa sœur Catherine, confirme l'exemption dont l'église de Watten jouissait depuis longtemps sur les droits de péage à l'overdracht de Lynck. Sa sœur Catherine confirmera son accord à cette exemption en 1250 en disposant son sceau sur l'acte (dans leur collection de moulages de sceaux, les Archives générales du royaume de Belgique possèdent le sceau de Gautier de Drincham datant de 1234 (no 21614) et celui d'Aelis datant de 1253 (no 21642)).
En août 1249, Aélis accorde la même exemption en faveur de l'abbaye Saint Winoc de Bergues (nouvel acte en latin) en lui accordant en outre une rente de 8 sous sur le produit de cet overdraght, en échange l'abbaye promet de célébrer son anniversaire. Elle consent une même exemption en novembre 1253 en faveur de l'abbaye des Dunes en lui accordant le droit d'utiliser ses propres cordes (et donc de ne pas devoir payer pour l'utilisation des cordes de la personne chargée de faire passer les bateaux). En 1260, c'est au tour de l'abbaye de Saint Nicolas de Furnes d'obtenir cette exonération de paiement.
L'étude du cartulaire de l'abbaye de Watten montre, à travers divers actes et l'index, qu'Aelis, Catherine, Estrange (également appelée Estrangne, Strange), Isabelle sont sœurs, donc toutes sœurs de Jean et de Gautier ci-dessus. Estrange est la femme d'Anselme de Watten lui aussi chevalier.
Dans un autre acte d’avril 1252, Aelis confirme l'accord passé par son frère Gautier à propos de la dîme d'Eringhem, en tant que dame de Drincham.

### Jean II de Drincham
Il est le fils de Bauduin de Drincham, a priori lui aussi seigneur de Drincham, et d’Isabeau, sans autre précision.
Il est seigneur en 1291-1292 au moins.
Selon le curé d'Eringhem, Isabeau, veuve de Bauduin et Jean, fils de Bauduin, font une nouvelle rente à l'abbaye de Ravensberg en mars 1291.
L’affaire de la dîme d’Eringhem promise à différentes abbayes (cf ci-dessus) finit par poser problème et en 1292, le comte de Flandre Gui de Dampierre doit finalement trancher : il décide que le quart de la dîme de Hersinghem appartient à l'église de Watten et non à Jean II de Drincham.

### Jean III de Drincham
Il succède probablement à Jacques Ier de Drincham, dit seigneur de Drincham et homme du comte de Flandre, selon un acte de 1312 conservé à Ypres.
Ce Jean de Drincham donne une nouvelle dimension à la seigneurie. Sa carrière montre qu'il possédait certainement plusieurs talents au service probablement d'une grande ambition et que l'ensemble l'amena à avoir des relations avec les puissants de l'époque.
Il est chevalier, seigneur (il est dit dans certains actes sire) de Drincham au moins de 1346 à 1378.
En juin 1346, il fait partie d'un groupe de chevaliers flamands qui vont au bois de Vincennes se mettre à disposition du roi de France Philippe VI De Valois. Ils seront placés sous les ordres de Bernard VI de Moreuil, maréchal de France. Jean était accompagné de deux hommes d'armes selon le dit maréchal en aout 1346, lequel prévoit leur rémunération pour ce service et les affecte à Saint-Omer ,. Ces faits se produisent juste avant la célèbre bataille de Crécy de la fin août 1346, bataille funeste pour le Roi de France. Jean III y participa peut-être.
Il épouse en 1347 Marguerite (Margrite) de Créquy, fille de Jean de Créquy et de Jeanne de Picquigny. La famille de Créquy est une grande famille de l'Artois, les seigneurs de Picquigny appartiennent à la Picardie où ils tiennent leur rang. Marguerite de Créquy est retrouvée ci-dessous : après la mort de Jean III de Drincham en 1378, elle se remarie en 1379 avec Gérard de Ghistelles, ou Gérard 1er d'Esquelbecq, seigneur d'Esquelbecq et de La Motte. Elle décéda en 1386.
Jean se voit attribuer un poste prestigieux en novembre 1349, il est nommé reuward (gouverneur) de Gravelines par le comte de Flandre Louis II de Flandre ou de Male.
Il jouit visiblement de bonnes relations avec le comte : celui-ci a fait arrêter et fait mettre des biens sous séquestre dans les châtellenies de Bergues et du Westland appartenant à des personnes débitrices de ce seigneur de Drincham : en mars 1350, celui-ci a semble-t-il récupéré ce qui lui était dû car le comte ordonne au bailli de Furnes de cesser les poursuites et de délivrer les personnes arrêtées.
En mai 1350, le même comte demande au bailli d'Ypres de faire payer à Jean tout ce que la dame de Bar, il s'agit de Yolande de Flandre, voir ci-dessous, et les gens de celle-ci lui doivent et, quelques jours plus tard, à la demande de Jean, il gracie une personne poursuivie pour la mort d'un Guillaume Van Nele, à la condition que le gracié fasse la paix avec la partie adverse.
Le seigneur de Drincham est vassal du détenteur de Cassel depuis 1318 : en 1318, le comte de Flandre Robert III de Flandre a partagé ses biens entre son fils aîné Louis Ier de Nevers, et son fils cadet Robert. Celui-ci, Robert de Cassel reçoit toute la Flandre maritime, correspondant à l'arrondissement de Dunkerque, (de Bailleul - Hazebrouck à la côte). Sa fille et héritière, Yolande de Flandre, qui lui succède en 1331 « règne » donc sur toute cette région depuis cette date .
Jean fait partie de l'entourage proche de Yolande. Il est présent lors de différents actes pour la représenter : en 1361, pour trouver un accord avec le chapitre d'Aire sur la Lys (chapitre de chanoines) à propos de la juridiction applicable à Cappellebrouck, en 1363 à Hazebrouck à propos de l'héritage du second mari de Yolande, Philippe de Navarre (dans cet acte, il est dit noble et chevalier). Surtout, en 1370, à Nieppe, Jean de Drincham fait partie des personnes qui se portent caution de l'emprunt de onze mille florins d'or effectué par Yolande de Cassel auprès de lombards de Bruges (les banquiers lombards prêteurs sur gages de l'époque). Yolande dut emprunter cette somme pour obtenir la libération de son fils Robert duc de Bar et marquis de Pont (Robert 1er de Bar) prisonnier à Metz. Le même jour, elle s'engage à indemniser les nobles s'étant portés caution.
Dès 1365, le seigneur de Drincham dispose de terres dans la châtellenie de Furnes, de l'ordre de deux cent cinquante mesures (la valeur d'une mesure de terre diffère d'une châtellenie à l'autre mais en moyenne une mesure correspond à environ quarante-cinq ares), soit une centaine d'hectares dans différents villages devenus partie intégrante de la commune actuelle de Furnes (telle qu'elle existe de nos jours après la réforme communale ayant abouti à la fusion de communes en Belgique) : Steenkerke, Wulveringhem, Bulskamp, tous lieux proches de la frontière française actuelle (les biens dans la châtellenie de Bourbourg devaient représenter au moins de l'ordre de six cents mesures soit environ 270 hectares cf ci-dessous le dénombrement de 1418).
En 1369, Jean est à l’origine de la construction de l’église de Drincham (sans doute s’agit il d’une reconstruction et visiblement d’une extension). Le bâtiment final avait de plus grandes dimensions que celle d’aujourd’hui qui fut reconstruite en 1901 et qui n’en a gardé qu’une partie. En 1346, il dota l’église de 24 livres de rente.
Il meurt en 1378. La seigneurie a désormais atteint un bon niveau de développement, tant du point de vue économique qu'au niveau du prestige. Les éléments sont en place pour que prochainement le comte de Flandre considère qu'elle constitue à elle seule un bien suffisant pour en doter un de ses enfants naturels.

### Jacques II de Drincham
Il succède à son père Jean III dans la seigneurie de Drincham en 1378-1379 et acquitte les sommes dues pour cette succession (il existait à l'époque des taxes dites droits de relevée ou droits d'élévation, du type de nos droits actuels de succession). Les biens détenus dans la châtellenie de Furnes ont encore augmenté, entre autres, de vingt mesures soit environ dix hectares, à Vinkem
Il décède rapidement (il est dit « feu » Jacques de Drincham dans un acte de novembre 1383 dont il sera question ci-dessous).

### La succession de Jacques II de Drincham
Jacques II de Drincham meurt a priori sans enfants. Ses biens passent à sa sœur Wilhelmine (ou Guillemette) de Drincham, également fille de Jean.
Celle-ci est l'épouse de Jean (ou Jan) de Névèle, seigneur de Schuervelde (ou Schuurvelde ou Scuervelde) généralement désigné sous le nom de Jean de Schuervelde.
Du fait du mariage, Jean de Schuervelde est le représentant légal du couple et il dispose de leurs biens. Il est donc appelé héritier de Jacques II de Drincham.
Mais Jean de Schuervelde semble avoir participé aux troubles qui ont éclaté en Flandre dans les années 1379-1382 : des villes flamandes s'insurgent contre le comte de Flandre Louis II de Flandre dit Louis de Male. Celui-ci dut faire appel au roi de France Charles VI de Valois pour mater définitivement les rebelles. En répression, le comte confisqua les biens de nombre d'entre eux et Jean de Schuervelde fait partie du lot. En conséquence, le comte confisque la seigneurie de Drincham au profit d'un de ses bâtards dit Jean-Sans-Terre par un acte pris à Arras le 22 novembre 1383, inséré dans un recueil de chartes conservées aux archives départementales du Nord.

## Les De Flandre Drincham
(Cette section se fonde sur la minutieuse et méthodique étude de Pieter Donche appuyée sur l'examen de la transmission des fiefs. Les autres sources seront citées au fur et à mesure de leur utilisation).
En devenant des successeurs de Louis de Male, lui-même fils de la fille du roi de France Philippe V le Long, descendant d'Hugues Capet, les seigneurs de Drincham se rattachent à la prestigieuse généalogie des Capétiens.
Au fil du temps, la seigneurie devient une partie d'un ensemble plus vaste dont le titulaire possède d'autres biens ou titres. La conséquence fut que le seigneur n'habitait plus forcément sur place.
L’étude des mariages et successions montre que les De Flandre Drincham se lièrent souvent avec des familles aux fonctions ou aux noms prestigieux au sein de la noblesse de Flandre ou de la future Belgique ou de France.

### Jean I De Flandre Drincham dit Sans-Terre (?-1396)
Il est seigneur de Drincham de 1383 à 1396. Il est à l’origine d'une « dynastie » de seigneurs de Drincham qui, eux-mêmes et leur descendance, même ceux n’étant pas seigneurs de Drincham, portent pour marquer et rappeler leur haute origine, le nom de De Flandre Drincham (même si selon les sources, leur nom diffère : ils sont appelés De Flandre Drincham ou De Flandre dit Drincham ou de Flandre ou de Drincham) et insérent dans leurs armoiries un quartier de Flandre : « blason de gueules à un chevron d’hermines accompagné de deux merlettes d’argent au franc quartier de Flandre ».
Il est le fils naturel du comte de Flandre Louis de Male et de Yve de Lieu (selon une autre source citée par Pieter Donche, sa mère était Petronille de la Val, pour une autre il s'agissait d'Eustachie Cornemuse cf. dernière page du site Bâtards de Flandre). Louis de Male avait eu plus de dix enfants naturels de plusieurs maîtresses.
Selon la chronique de Froissart, il combat pour défendre les intérêts de son père pendant l'invasion anglaise en Flandre de 1383 (voir Croisade d'Henri le Despenser) et fut fait prisonnier en juillet août devant Menin puis relâché contre rançon.
Le 22 novembre 1383, Louis de Male donne donc à Jean dit Sans-Terre la seigneurie (château, maison, fief de Drincham. Louis de Male agit « ainsi qu’il pût mieux et  honorablement avoir la soutenance et servir ses seigneurs, princes et amis ».
Avant cette décision, Jean était démuni de biens d’où le surnom qui lui fut donné et qui lui resta souvent.
Jean-ex-Sans-Terre, désormais de Drincham et appelé Jean I De Flandre Drincham, est chevalier. Il est tué avec deux de ses frères ou demi frères à la bataille de Nicopolis en septembre 1396 opposant les Hongrois aux envahisseurs ottomans en pleine phase d'expansion. Le roi de Hongrie avait sollicité le secours de chevaliers chrétiens. Un fort contingent de chevaliers français répondit à cet appel. Certains parlaient de nouvelle croisade. Selon M. Verbèke, après des succès initiaux et des querelles internes de préséance les conduisant à surenchérir et oublier toute prudence, les chevaliers français subirent de lourdes pertes.
Il avait épousé vers 1388 Guillemette de Névèle, fille de Guillaume de Névèle (ou de Nivelle) chevalier et de Guillemette de Hallwin (Halluin) dame de Lichtervelde, mention également indiquée dans un document conservé à Furnes ou dans Philippe de l'Espinoy ou encore chez Oliveris Vredius. Elle décède peut-être en 1418 ou 1419, date à laquelle son fils doit acquitter des droits de succession d'une « ma dame » de Drincham.
Un projet de contrat de mariage, non daté, non signé (y fut il donné suite?) entre Jean-Sans-Terre et Jean de Schuervelde-Guillemette de Drincham agissant pour leur fille Guillemette montre que ceux-ci avaient, outre Guillemette, une seconde fille, dont ils n'oubliaient pas les intérêts (c'est tout ce qui est dit d'elle) et qu'ils devaient également tenir compte du douaire (portion de biens que le mari réserve pour sa femme si celle-ci lui survit) de Marguerite de Créquy, devenue épouse du seigneur d'Esquelbecq mais aussi veuve de Jean III de Drincham et donc bénéficiaire d'un douaire dans la seigneurie de Drincham.
Jean I de Flandres Drincham était le demi-frère de Marguerite III de Flandre, héritière légitime de Louis de Male, qui épousa le duc de Bourgogne Philippe II de Bourgogne ou Philippe Le Hardi, ce qui fit passer le comté de Flandre dans les possessions du duc de Bourgogne.
Cette parenté lui fut utile : Marguerite donna consigne qu'il n'ait pas à acquitter les droits d'élévation des biens hérités de Jacques II de Drincham et de Jean de Schuervelde.
Jean I de Flandre Drincham et Guillemette de Nivelle eurent un fils qui devint  le nouveau seigneur de Drincham sous le nom de Jean II de Flandre Drincham cf. ci-dessous.
Selon certaines sources citées par Pieter Donche et selon le site Bâtards de Flandres, ils furent également les parents d'un second fils Jacques (ou Jacob) qui serait mort en Hongrie en 1408 (les motifs de sa présence là bas ne sont pas connus si tant est que ce Jacques exista).
Ils auraient également eu une fille Marie (ou Maria) dont on ne connait que le nom, peut-être morte enfant, si tant est, elle aussi, que son existence soit avérée.
Selon Pieter Donche, Jean II est un fils posthume donc né en 1396 ou 1397 qui dut être légitimé. Dans ce cas, il est le seul enfant du couple ou au moins le seul enfant mâle, car selon le droit d'aînesse, c'est l'aîné ou le premier enfant masculin qui hérite des principaux biens. Donc s'il est posthume, il est le seul fils. Selon un autre site, il serait né vers 1375).

### Jean II De Flandre  Drincham (1396?-1436?)
Il est seigneur de Drincham entre 1396 et 1436 ou 1438. Son blason figure en page 1 du site Bâtards de Flandres.
Il est chevalier et seigneur de Drincham et de Wissaert, seigneurie qui lui vient de sa femme, dame de Wissaert (la localisation de cette seigneurie n'est pas connue).
En 1396, le duc de Bourgogne Philippe le Hardi lui donne la seigneurie de Schuervelde dont il a déjà été question, décision où nous pouvons voir une volonté de rendre à la seigneurie toute sa splendeur récente passée (peut-être faut-il y voir une nouvelle intervention de sa tante Marguerite III de Flandre).
Cette seigneurie de Schuervelde recouvrait différents domaines situés dans les actuelles Flandre Occidentale et Flandre Orientale de la Belgique entre Furnes et Gand situés à Ruiselede, Kanegem, Aalter, Bellem, Lotenhulle, Hansbeke et Poucques, en partie à proximité de Névèle.
Mr Verbèke donne un descriptif des biens de la seigneurie de Drincham dans la châtellenie de Bourbourg datant de 1418 d'où il ressort que le seigneur de Drincham dispose de revenus de différentes sortes : rentes, taxes diverses, rentes en nature - volailles, œufs, fromage etc-, droits de pêche... sans oublier des terres.
D'autres dénombrements effectués au cours du XVe siècle montrent que dans la châtellenie de Bourbourg, le seigneur de Drincham dispose de plusieurs fiefs : un fief principal de 225 mesures de terre entourant le château de Drincham et les différentes rentes et taxes déjà évoquées, ainsi qu'un fief dit « la Mairie de Drincham », sorte de subdivision administrative appelée également ammanie faisant du titulaire un représentant de ses suzerains, lui donnant certains pouvoirs et droit de perception de taxes comme le tonlieu (impôt sur les marchandises et/ou sur le transport de celles-ci) et s'étendant sur la paroisse de Drincham, et sur une partie de celles de Looberghe, Eringhem , Merckeghem, Millam. Il possède également la seigneurie dont relevait le fameux overdraght déjà rencontré, un autre fief situé à Eringhem, un autre encore situé à Cappelle-Brouck. Au total, la seigneurie de Drincham dispose dans la châtellenie de Bourbourg de revenus équivalents à 836 mesures de terre (environ 380 hectares) sur Drincham, Looberghe, Eringhem, Merckeghem, Pitgam, Bollezeele, Craywick. Il s'agit d'estimations toujours temporaires, la situation pouvait évoluer rapidement en fonction des achats, ventes, partages au moment de la mort du seigneur, mariages, terres données en dot ou en cadeaux de mariages... Il peut être cependant relevé qu'à cette époque, les seigneurs de Drincham possèdent dans la châtellenie de Bourbourg une surface supérieure à celle de la commune actuelle tout entière soit 338 hectares.
Jean II de Flandre Drincham récupére également ce que la seigneurie détenait dans la châtellenie de Furnes soit finalement et au total de confortables revenus.
Il épouse en 1413 (s'il est né posthume en 1396, il a donc 14 ans, ce qui est possible à cette époque, Isabelle (ou Isabeau) de Ghistelles, dame de Wissaert, fille de Gérard de Ghistelles, seigneur d’Esquelbecq et de Marguerite de Créquy. Il s'agit toujours de Marguerite de Créquy ex-épouse de Jean de Drincham. Compte tenu des mœurs de l'époque et de l'affaire du douaire déjà évoquée, il apparait peu crédible qu'il s'agisse uniquement d'un hasard.
Isabelle reçoit en cadeau de mariage de son frère Jean de Ghistelles, devenu seigneur d'Esquelbecq après la mort de son père en 1387 la seigneurie d'Angest située sur la commune d'Arnèke.
Les De Ghistelles sont une grande famille des Flandres belges. Les seigneurs de Drincham témoignèrent dans leurs armoiries de cette belle alliance : désormais celles-ci porteront une marque caractéristique des de Ghistelles.
Selon la majorité des sources, Isabelle décède en 1424. Mais on la dit présente en 1429 lors de la bénédiction donnée à une cloche de la paroisse de Bourbourg en compagnie de l'abbé de Saint Bertin (Jean de Griboval), de l'abbesse de Bourbourg (Marie de La Chapelle) et du prévôt (= supérieur) de Watten (Jacques Chevalier). La dame de Drincham dont il est question en 1429 doit être sa fille Isabelle cf. ci-dessous.
Jean II fait partie en 1421 de l'expédition militaire menée par le duc de Bourgogne Philippe le Bon pour venger la mort de son père Jean Ier de Bourgogne, dit Jean Sans Peur, assassiné en 1419, sur ordre du dauphin de France, le futur roi Charles VII. Expédition menée le 30 août 1421 à Mons en Vimeu, qui donna lieu à la bataille de Mons en Vimeu en plein affrontement Armagnacs- Bourguignons (épisode de la guerre de Cent Ans).(Philippe était intervenu en vain en 1420 auprès du roi Charles VI pour obtenir justice du meurtre de son père).
Jean II décède entre 1436 et 1438.
Isabelle et Jean eurent huit enfants dont :
- Jean. Il devint seigneur de Drincham à la mort de son père cf.ci-dessous Jean III de Flandre Drincham.

- Isabelle. Ce fut probablement elle qui fut présente en 1429 à la bénédiction de la cloche de Bourbourg évoquée ci-dessus.

En 1438 ou 1439, elle épouse Gilbert de Lannoy (ou Guillebert de Lannoy), seigneur de Willerval, Tronchiennes et autres lieux. Ce Gilbert de Lannoy est un grand personnage du XVe siècle, la Maison de Lannoy est une des grandes familles de Flandre et de Belgique. Entre autres nombreuses missions, Gilbert de Lannoy participa lui aussi à l'expédition de 1421 évoquée ci-dessus. Isabelle fut sa troisième épouse. Il est âgé de 52 ou 53 ans lors de ce mariage et probablement nettement plus âgé qu'elle qui doit avoir moins de 30 ans, étant donné la date de mariage de ses parents. Il s'agit là d'un mariage prestigieux. Les seigneurs de Drincham tenaient d'ailleurs à le faire savoir : Mr Verbèke nous dit que les anciens vitraux de l'église de Drincham retraçant l'historique de la seigneurie incluaient la référence à la famille de Lannoy (mais alors au XVe siècle et non au XIVe siècle comme il l'indique).
Elle reçoit de son frère Jean III de Flandre Drincham, en cadeau de mariage un fief situé à Pervyse (village faisant actuellement partie de la commune de Dixmude). (Jean III lui fit ce cadeau pour favoriser le mariage de sa sœur, ce qui lui imposa d'en demander l'autorisation en 1438 à la cour des Comptes de Lille via le bailli de Furnes car cela signifiait que la seigneurie de Drincham en était déshéritée.)
Elle est morte le 11 février 1452. Elle fut enterrée auprès de son mari décédé le 22 avril 1462 dans l'église Saint Maurice de Lille.
- Anne. Elle est religieuse dans la grande abbaye de Flines Les Raches (une des grandes abbayes cisterciennes de France)..

- Jeanne. Selon le site Bâtards de Flandres, elle a épousé Antoine d'Estrées[30] seigneur de Boulant, Hamel, Istres, Longavesnes, Honcourt et Fesques, alliance confirmée par le site Famille d'Estrées[40] et par le Père Anselme[41] La famille d'Estrées est une des grandes familles de France dont le berceau fut Estrées Cauchy voir Famille d'Estrées.

- Gilles. Selon le site Bâtards de Flandres, il a épousé une Isabelle de Lannoy[30], a été, selon un autre site seigneur de Nessele[42] et père d'un Jacques de Flandre Drincham et d'une Marguerite de Flandre Drincham. Mais on ne retrouve cette Isabelle ni dans la maison de Lannoy ni sur le site Famille de Lannoy[43] ni dans le Père Anselme[44]; quant aux enfants il semble qu'il y ait un mélange entre générations. Tout ce qui concerne ce Gilles de Flandre Drincham et sa descendance n'est donc pas avéré. Il a sans doute existé mais peut aussi être mort en bas âge.

- François. Il est établi dans la châtellenie de Bergues (appelée à l'époque Bergues-Saint-Winock) possède des terres à Stavele, à Wormhout. Il fait partie lui aussi de l'expédition militaire de 1421 menée par le duc de Bourgogne Philippe Le Bon pour venger son père. Il décède en 1458 ou 1459.

Sa fille Louise ou Livine épousa Nicolas de Wallon-Cappel. Elle hérita d'une partie au moins des biens de son père qu'elle transmit à sa fille Françoise de Wallon-Cappel. Françoise de Wallon-Cappel  épousa Louis de Deurnaghele, seigneur de Zegershove et Vroylant, échevin du franc de Bruges en 1478, bourgmestre en 1480, bailli de Bergues-Saint-Winoc, décédé en 1482 et enterré à Houtkerque.
- Jacques. Il en sera question ci-dessous (cf.Les grandes carrières Jacques de Flandre Drincham et ses descendants).

Le site Bâtards de Flandre ajoute un Louis de Flandre Drincham sans autre précision (mort en bas âge si tant est qu'il exista ?).

### Jean III de Flandre  Drincham (?-1469?)
Il  succède à son père à la tête de la seigneurie de Drincham. Il est chevalier et seigneur de Drincham de 1436 ou 1438 à 1469 ou 1470.
Il participe lui aussi à l'expédition militaire de 1421.
Dans l'acte de déshéritement de 1438 pour le mariage de sa sœur vu ci-dessus, il est dit seigneur de Drincham et de Schuervelde. Il possède également les biens de la seigneurie de Drincham dans la châtellenie de Furnes et bien sûr les biens de la seigneurie dans la châtellenie de Bourbourg. Il détient encore le fief dit Couthof à Eringhem (32 mesures). Ce dernier va suivre la destinée de ceux constituant la seigneurie de Drincham.
Il épouse Isabeau de Bernieulles (dans le Pas-de-Calais), deuxième fille de Jean, seigneur de Bernieulles et d'Adèle d'Abbeville.
Jean III décède en 1469 ou 1470 
Isabeau et Jean eurent sept enfants (le site Bâtards de Flandre en cite cinq dont un Simon qui résulte également d'un mélange de générations semble-t-il). Jean eut également une fille illégitime.
- Jean. Il lui succéda sous le nom de Jean IV de Drincham cf.ci-dessous.

- Bonnette ou Bonne. Elle reçoit en héritage de son père 20 mesures de terre situées à Steenkerke. Elle épouse Jean de Vertain, comte de Fauquembergues. Nouvelle grande alliance donc. Ils ne semblent pas avoir eu d'enfants. Lorsqu'elle décède en 1492 ou 1493, ses biens passent à sa sœur Françoise (selon cette coutume féodale destinée à protéger les biens familiaux, lorsqu'un membre de la famille a reçu un bien familial et n'a pas d'enfants, le bien retourne dans la famille).

- Philippe. Il hérite de son père une partie des possessions de la seigneurie situés dans la châtellenie de Furnes, environ 40 mesures situées à Steenkerke. Il hérite probablement également de la seigneurie de Schuervelde. Un registre de la ville de Furnes mentionne que ses possessions dans la châtellenie l'obligeaient à rendre un devoir militaire consistant en l'entretien d'un combattant à pied. Il est mort en 1497 ou 1498 a priori sans héritiers. La seigneurie de Schuervelde semble être retournée dans les possessions du Duc de Bourgogne, en tant que Comte de Flandres (celui ci n'avait semble-t-il donné cette seigneurie à Jean II de Flandres Drincham en 1396 qu'à titre personnel; il apparait que dans ce cas lorsque la chaine de filiation s'interrompt, le bien retourne à celui qui l'avait donné).

- Catherine. Elle hérite à la mort de son père d'un fief situé à Vinkem. Elle épouse Nicolas de Renneauville dont on ne connait que le nom. Elle semble décéder rapidement en 1475 ou 1476 sans enfants.

- Marguerite. Elle épouse Jean, seigneur de Heys, (il existe en Belgique un Heys en Flemalle dans la province de Liège ou encore un Heyd dans la province de Luxembourg). Elle décède en 1475 ou 1476, sa fille hérite du bien à Vinkem  mais décède elle-même en 1478 ou 1479, a priori sans enfants.

- Françoise. Elle serait née en 1468[30] ce qui n'est pas confirmé. Elle est chanoinesse de Mons en 1472 (ce qui est possible même si elle n'est encore qu'une enfant)[46]. Elle récupère les biens de ses frères et sœurs décédés avant elle : elle hérite donc des biens de sa sœur Bonne en 1492-1493 (qui avait elle-même hérité de ses sœurs Catherine et Marguerite et de la fille de celle-ci), mais aussi de son frère Philippe en 1497-1498. Elle épouse Pierre de Stavèle dit de Crane, fils du chevalier Omer, échevin de Furnes et de Joanna de Belle. Comme son père, Pierre fut échevin de Furnes  de 1495 à 1501. Nouvelle grande famille donc. Elle en eu au moins un fils François qui lui rachète un fief en 1524-1525.

Françoise épouse en secondes noces Amédée d'Esne (il s'agit sans doute d'Esnes dans le Cambrésis) lequel représente sa femme lors d'un dénombrement de ses biens en 1515 dont il ressort que les biens de Steenkerke et Vinkem s'étendaient sur Izenberghe, Eggewaartskapelle et Sint-Catharinakapelle (lieux toujours situés pour l'essentiel dans les environs de Furnes).
Elle meurt en 1531 ou 1532, date à laquelle son fils François de Crane hérite de ses biens dans la châtellenie de Furnes.
- Marie. Elle épouse Montfranc Aket, chevalier de l'ordre équestre  du Saint-Sépulcre de Jérusalem, fils de Jean et de Pétronille ou Péronne van der Gracht (nom de famille à rapprocher d'Arnout Van der Gracht écuyer capitaine de la ville de Bourbourg en 1528). Elle décède en novembre 1466 et lui en juin 1487. Les deux sont enterrés en l'église d'Houthem, actuellement section de la commune de Furnes à la frontière française, sous une pierre tombale les représentant avec leurs armoiries, il est en armure, elle est en robe avec un manteau et coiffée d'un hennin (description détaillée par Pieter Donche). Au-dessus de leur tombeau sont représentés sept enfants (quatre garçons, trois filles) probablement leur descendance. Les Aket père et fils ont fait partie plusieurs fois du magistrat, en tant qu'échevins, de Furnes-Ambacht (Veurne Ambacht) entre 1420 et 1466.

- Jeanne. Elle était enfant illégitime, fille de Jean III et de Jeanne Nars dont on ne connait que le nom. Elle fut légitimée par un acte du Duc de Bourgogne en 1470 juste après la mort de son père (les légitimations avaient souvent lieu à ce moment-là).

### Jean IV de Flandre Drincham (?-1481?)
Il est seigneur de Drincham de 1469 ou 1470 à 1481 ou 1482. Son portrait figure dans le Recueil d'Arras. Il est dit chevalier.
Il hérite de la majorité des biens de son père dans la châtellenie de Bourbourg, ainsi que les possessions n'ayant pas été données à ses frères ou sœurs dans la châtellenie de Furnes. Ceci ne l'empêche pas de se plaindre du coût de l'entretien de son patrimoine, particulièrement une année où une tempête fait beaucoup de dégâts. Au titre de ses possessions dans la châtellenie de Furnes, il doit assurer l'entretien d'un guerrier à pied.
Il épouse Isabeau ou Jossine de Saint Omer, fille du seigneur de Morbecque. La famille de Saint Omer est une des très grandes familles d'Artois. Ils ont deux enfants dont une fille Jossine qui hérite de la seigneurie :
- Jossine : cf. ci-dessous ;

- Marguerite : elle épouse Jacques de Lameth, membre d'une grande famille de l'histoire de France dont Alexandre de Lameth un des hommes de 1789. Jacques de Lameth dit de Hénoncourt (né à Arras en 1475, mort en 1541) est chevalier, seigneur de Saint-Martin, Hénoncourt, Warloy, Senlis, Bresle, Millencourt, gouverneur de Corbie, lieutenant de 100 hommes d'armes sous le Prince de Conti[48]. Le couple est enterré (Marguerite est morte en 1561) dans l'église d'Hénoncourt[49].

Portraits de Jossine de Saint-Omer et de son époux Jean de Flandres, seigneur de Drincham, dans le Recueil d'Arras
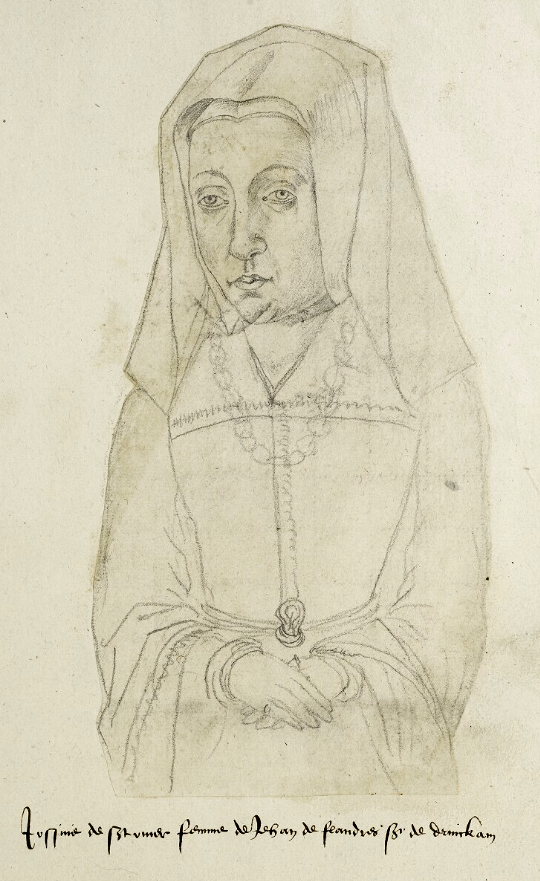
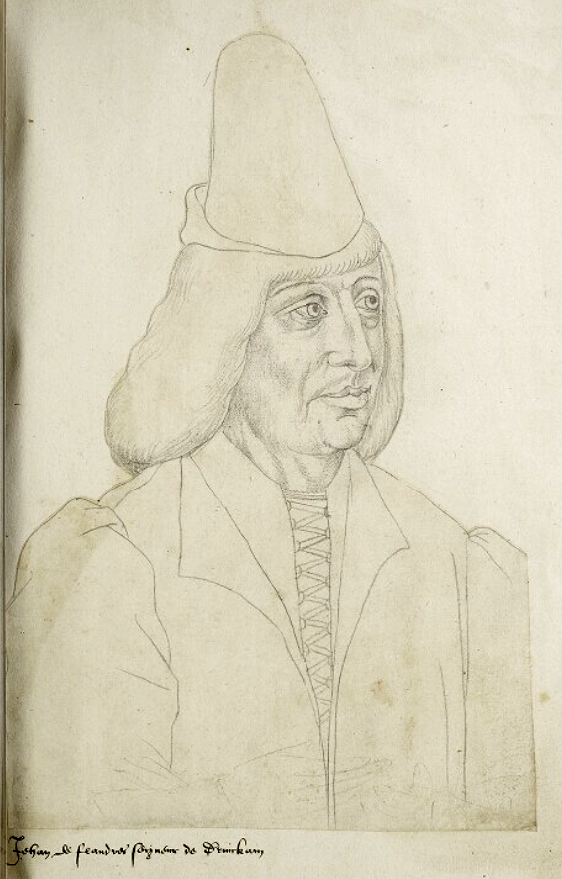

Après le décès de Jean en 1481 ou 1482, Jossine de Saint Omer se remarie avec Hugues de Montmorency, seigneur de Bours et de Croisilles (les Montmorency sont une des premières familles de France).

### Jossine de Flandre Drincham (?-1535)
À la mort de son père, elle est dite Dame de Drincham en tant que principale héritière et récupère la majorité de ses biens. Elle est dame de Drincham de 1481 ou 1482 à 1535.
En 1481 ou 1482, un dénommé Charles de Valuwe, apparemment à son service, la représente pour acquitter les droits de relevée ou d'élévation pour l'héritage reçu de son père tant dans la châtellenie de Bourbourg que dans celle de Furnes.
Elle épouse Antoine de Jauche, seigneur de Mastaing, Hérimez, Brugelette, comte de Lierde. Il décède avant sa femme : elle en est veuve en 1517.
Selon le Père Anselme, Jossine était également dame de Hièsve et deThaloushof et Antoine était également seigneur d'Hornaing, Ayshove, Marckelen, et Danjuene mais cela n'est pas confirmé par les autres sources.
Selon le site de la commune de Mastaing Jossine et Antoine eurent 14 enfants.
Elle est morte le 10 avril 1535 et fut enterrée près de son mari en l’église des religieuses de Brugelette.
La seigneurie de Drincham devient un des biens de son fils Gabriel de Jauche.

### Le passage de mains en mains: finXVIesiècle- débutXVIIesiècle
De 1535 à 1615, la seigneurie de Drincham connut une période agitée où elle passe de mains en mains entre différents seigneurs mais en restant dans le cercle étroit d'un petit nombre de familles.
La famille De Jauche fut seigneur de Drincham avec des détenteurs différents de 1535 à 1559-1560 puis la seigneurie passa par la famille de Wissocq (entre 1560 et 1612) et enfin par celle des Vilain de Gand- Wissocq jusqu'en 1615.
Gabriel de Jauche est dit seigneur de Drincham dans un document relatif à la reprise par lui en 1535-1536, à la suite du décès de sa mère, des fiefs situés dans la Châtellenie de Furnes. Il reprit de même les possessions situées dans la châtellenie de Bourbourg. Il est seigneur de Mastaing, Hérimès, Mersdam, Comte de Lierde. Il fut capitaine d'une compagnie d'ordonnance sous Charles Quint. Selon une autre source il était également Baron de Heynes et de Poucques et seigneur de Masmines.
Le site officiel de Mastaing nous apprend cependant qu'il eut toute sa vie des difficultés pour rembourser les dettes faites par ses père et grand père et dut petit à petit vendre ses terres.
La seigneurie de Drincham connut ainsi une période  trouble : Gabriel la vendit, y inclus les fiefs situés dans la Châtellenie de Furnes et le fief dit Couthof, en 1551 à Louis de Flandres, seigneur de Praet descendant d'un autre fils naturel du Comte de Flandres Louis de Male (d'une certaine manière cela restait possession des descendants de ce Comte). Mais sa sœur Françoise de Jauche fit annuler la vente en 1552 au motif de sa plus grande proximité avec le vendeur, son frère, que ne l'était l'acheteur pour la racheter elle-même : le droit féodal permettait de récupérer des biens vendus par un proche pour ce motif, toujours dans l'objectif de protéger les biens de la famille, opération dite de retrait lignager.
À la mort de Françoise de Jauche en 1555-1556, a priori sans enfants, son descendant féodal fut....son frère Gabriel de Jauche qui apparemment avait retrouvé quelques moyens et put en acquitter les droits de relevée (l'affaire n'aurait elle pas été préméditée?).
Gabriel de Jauche se maria deux fois : il épouse d'abord Catherine de Lannoy fille de Philippe de Lannoy (branche cadette de la famille de Lannoy déjà rencontrée mais un haut personnage lui aussi comme l'indiquent les pages 12 et 13 du site relatif à la famille) puis Jeanne de Montmorency fille de Bauduin, seigneur de Croisilles.
Il meurt en 1560 et sa fille (selon Georges Dupas, il s'agit de sa sœur, mais ceci ne semble pas correct) Philipotte de Jauche, dame de Masmines, qui avait épousé en 1559 Maximilien Vilain de Gand, chevalier, seigneur de Rasseghem, comte d'Izeghem, un grand seigneur de l'époque des Pays-Bas Espagnols, hérite de la seigneurie de Drincham.
En 1599, le détenteur est Jacques Philippe Vilain, Comte d'Izeghem, baron de Rasseghem, fils de Maximilien et de Philipotte. Il la détient, selon Georges Dupas, après le décès de son frère Paul Vilain, chanoine de "Notre Dame en cité lez Arras" (le site relatif à la famille Vilain mentionne bien Jacques Philippe mais ne parle pas d'un Paul, chanoine).
Jacques Philippe Vilain vend, le lendemain du jour où il en devient le détenteur, la seigneurie de Drincham et les fiefs associés à Julien de Wissocq, chevalier, seigneur de Bomy. La Famille de Wissocq, est une des grandes familles de l'Artois.
La fille de Julien de Wissocq en hérite et devient dame de Drincham : Marie Françoise de Wissocq , fille de Julien De Wissocq, seigneur de Bomy et de La Couture, et de Marie de Fléchin dame d'Esclimeux (Eclimeux), est dite Dame de Drincham lors de son mariage en 1612 (ci-dessous une autre femme de la famille de Wissocq sera rencontrée mais il s'agit d'une autre branche sans lien avec celle-ci même si elles descendaient toutes deux d'un ancêtre commun, plus d'un siècle auparavant).
Mais Marie Françoise de Wissocq épouse Gilbert Vilain de Gand, seigneur d'Hem, Sailly, Forest et Englos, chevalier de l'ordre de Saint Jacques, capitaine d'une compagnie wallonne du Roi d'Espagne, Gouverneur de Renty. Or cet époux n'est autre qu'un des autres enfants de Maximilien Vilain de Gand et de Philipotte de Jauche. La seigneurie de Drincham n'a donc pas quitté longtemps la famille.
Cependant trois ans plus tard, le 24 septembre 1615, Gilbert Vilain De Gand, époux de Marie Françoise De Wissocq, dame de Drincham, vend le fief de Drincham à Philippe Octave De Cupère, fils de feu Mathieu, chevalier, seigneur de le Walle, et de Marie De Marbais (remariée à Jean De Haynin, chevalier, seigneur du Maisnil). Cette fois la sortie était définitive et la seigneurie de Drincham passe à une nouvelle "dynastie " de seigneurs lesquels vont continuer à entretenir sa valeur.
Gilbert Vilain de Gand vendra également en 1617 le fief dit "le Gheere" dont dépendait l'overdragh de Lynck, cité ci-dessus à Philippe le Vasseur de Guernonval, baron d'Esquelbecq, gouverneur de Gravelines, dont la famille le gardera jusqu'en 1789.

### Les grandes carrières: Jacques de Flandre Drincham et sa descendance
Avec Jacques de Flandres Drincham et ses successeurs, les De Flandres Drincham vont imprimer une forte empreinte sur la châtellenie de Furnes où ils vont jouer un rôle important pendant plus de cinquante ans.

#### Jacques de Flandre Drincham (1415?-1459)
Il est donc le fils de Jean II de Flandres Drincham et d'Isabelle de Ghistelles. Il serait né en 1415.
Jacques ne fut pas seigneur de Drincham, même s'il possède un fief relevant de cette seigneurie et situé à Saint Pierre Brouck et Saint Georges sur l'Aa comprenant notamment 96 mesures. Il possède également des biens dans la châtellenie de Furnes, biens hérités (environ 110 mesures sur Wulveringhem et Bulskamp) ou achetés par lui. Il achète en outre en 1458 le fief La Hernesse (96 mesures soit environ 38 hectares sur Gravelines.
Il est chevalier, bailli de Furnes (dans une châtellenie le pouvoir, y compris de justice, est partagé entre le châtelain, fonction héréditaire, et une autorité administrative, souvent appelée le Magistrat, nommée par le seigneur possédant la seigneurie, ici le Comte de Flandres ; le bailli est le représentant de cette autorité administrative), conseiller  et Chambellan du Duc de Bourgogne (il s'agit de Philippe Le Bon, duc de Bourgogne et des Pays-Bas bourguignons). Il occupe donc des fonctions importantes et fait partie de l'entourage du Duc de Bourgogne.
Il épouse Guillemine de Bambecque, héritière de l'ammanie de Bambecque, fille de Jean dit Gallois, chevalier et de Marguerite, fille naturelle de Waléran III de Luxembourg Ligny, comte de Saint Pol et Connétable de France (c'est-à-dire premier officier de la Couronne de France). Jacques est par son mariage seigneur d'Aloenshove ou Alonshove d'Ingelshof et donc de Bambecque, seigneuries situées dans la châtellenie de Bergues Saint Winock mais dépendant au moins en partie de la Cour Féodale du Perron de Bergues (la Cour du Perron de Bergues était une cour princière appartenant directement au Comte de Flandres puis au Roi de France, ne dépendant pas de la Châtellenie de Bergues et ne coïncidant pas tout à fait avec elle; une des curiosités de la féodalité comme il en existe beaucoup).
La seigneurie d'Ingelshof donne au détenteur un pouvoir certain, notamment de justice aux trois niveaux (basse, moyenne et haute dans le cadre de la justice seigneuriale) avec tout un personnel administratif d'une vingtaine de personnes (un bailli, un greffier, 12 échevins, 4 ammans, 4 gendarmes, 4 sergents). Ce pouvoir s'accompagne bien entendu de divers revenus en argent ou en nature et autres recettes. L'Ingelshof s'étendait sur les villages de Bambecque, Wormhout, Bissezeele, Crochte et Killem, l'ammanie elle concernait Bambecque, Rexpoëde, Teteghem et Leffrinckoucke.
Jacques possède à Houthem (section du Furnes actuel) une maison appelée La Cour de Drincham. Un chemin au moins porta le nom de Drincham dans cet ancien village (mais un siècle plus tard, la construction était très délabrée, voir précisions dans Pieter Donche).
Il fait carrière dans l'échevinage de Furnes Ambacht (Veurne Ambacht) de 1446 à 1453 en haut de la hiérarchie et ne laisse ces fonctions que pour en occuper de plus hautes : il fut bailli de Furnes de 1453 à 1459, date de sa mort. Le poste de bailli lui donnait droit à une rétribution par le Duc de Bourgogne.
En tant que bailli, il dut participer en 1453 à la répression des révoltés de Gand, par Philippe Le Bon.
Il dut également en 1457 intervenir dans une délicate affaire concernant l'abbaye des Dunes située dans la châtellenie de Furnes. L'abbé était décédé en 1457 et les moines avaient élu son successeur. Mais la duchesse de Bourgogne, Isabelle de Portugal, 3e épouse de Philippe Le Bon, voulait attribuer le poste à un de ses neveux Jaime de Portugal, archevêque de Lisbonne et cardinal. Elle obtint du Pape une bulle pontificale allant dans ce sens. Les moines résistèrent et envoyèrent une délégation à Rome pour plaider leur cause. Face à cette opposition, Isabelle de Portugal demanda au bailli de Furnes d'en quelque sorte couper les vivres à l'abbaye en confisquant les sommes dues par les fermiers et autres débiteurs de l'abbaye à son profit à elle ou à celui de son neveu. Après quelques péripéties, l'affaire se résolut avec la mort de Jaime de Portugal en 1459, et la confirmation par le Pape de l'abbé élu par les moines, non sans qu'Isabelle de Portugal ne demanda une forte somme d'argent en "compensation".....la fonction de bailli avait également son lot d'inconvénients.
Jacques de Flandres Drincham est mort le 10 avril 1459 et il fut enterré dans l'ancien monastère Saint Nicolas de Furnes sous une pierre tombale de cuivre le représentant en armure auprès de son épouse (description détaillée de la tombe par Pieter Donche).
Guillemine de Bambecque décéda le 19 avril 1473 non sans avoir rendu compte en 1462 d'une sombre histoire de perception d'impôt sur le vin et les boissons après le décès de son mari, donc entachée d'illégitimité (enquête menée par le magistrat de Lo, actuellement Lo-Reninge, à la demande du magistrat de Furnes).
Jacques et Guillemine eurent 4 enfants. On en sait peu de choses en dehors de ce qui concerne le fils cadet Simon.
- Jacques. Il est nommé dans un registre féodal de 1465 en tant que possesseur de fiefs déjà rencontrés s'étendant sur Houthem et Wulveringhem. On ne sait pas s'il se maria mais il décéda a priori sans enfants car ce bien passa à sa sœur. Par ailleurs il est décédé avant son père lequel mourut en 1459 sinon il eut hérité à cette date, en tant que fils aîné, des principaux biens de ce dernier alors que ce ne fut pas le cas : le principal héritier fut son frère cadet Simon.

- Isabelle. Elle est citée dans un registre féodal de 1472 qui recense les propriétaires afin d'établir une taxation destinée à financer les frais de guerre du duc de Bourgogne Charles Le Téméraire. On y apprend que l'évaluation de la taxe la concernant fut diminuée du fait qu'elle était orpheline.

Elle épouse Jean de Winnezeele dit Rigault. Celui-ci est présent en 1502 en tant que son époux lors d'un dénombrement de biens.
- Simon. Voir ci-dessous

- Une fille dont on ne connait pas le nom qui épousa un dénommé Louis Schacht sans autre précision.

#### Simon de Flandre Drincham (?-1486?)
Il devient l'héritier principal de ses parents en 1459 (au décès de son père donc), en acquitte les droits de relevée et devient également seigneur de Bambecque.
En 1470, au titre de ses possessions dans la châtellenie de Furnes (de l'ordre d'au moins 113 mesures), il doit assurer l'entretien d'un soldat à pied et d'un soldat à cheval.
Dans le dénombrement de 1472 déjà évoqué, destiné à évaluer la taxe due pour assurer les dépenses militaires de Charles Le Téméraire, outre les possessions sur Wulveringhem qui s'étendent sur Adinkerke (commune de La Panne actuelle) et Bulskamp, il détient également un fief de 18 mesures à Hondschoote. En 1475, il est retrouvé propriétaire du fief La Hernesse acheté par son père Jacques de Flandre Drincham.
À cette date il est dit échanson (officier chargé de servir à boire) de la duchesse Marie De Bourgogne fille unique de Charles Le Téméraire. Il fait donc partie lui aussi de l'entourage du Duc de Bourgogne.
Il détient également une centaine de mesures à Reninge (commune actuelle de Lo Reninge) mais il s'agit d'anciens marais asséchés, terres souvent de qualité moindre et facilement inondables (appelées broucq ou broek en néerlandais) (de même les terres détenues sur Wulveringhem-Adinkerke souffrent elles en partie de l'ensablement plus ou moins chronique dans ces zones côtières).
Sa résidence se situait sans doute dans la principale ferme de Wulveringhem (ancien village proche de Furnes) appelée la Cour de Wulveringhem puis Le Nid de Cigognes (des cigognes y ont fait un nid à une certaine époque) qui était probablement dans le passé un château (fondations retrouvées dans la seconde moitié du XVIIe siècle) et dont l'adresse est connue (détails dans Pieter Donche).
À ses biens est rattachée une pêcherie ou droit de pêche dans la petite rivière allant de Bergues jusqu'à Furnes appelée Calommegracht.
Il est lui aussi bailli de Furnes de 1477 à 1486 quasiment sans interruption (une simple rupture de cinq-six mois en 1485). En cette qualité a rendu 13 comptes de sa gestion entre la 1er avril 1477 et le 20 février 1486.
Il épouse Jeanne de Wissocq, dame de Nieurlet, fille de Georges de Wissocq seigneur de Nieurlet et de Catherine de Cuinghien ainsi qu'indiqué par la Famille de Wissocq déjà rencontrée.
Il meurt en 1486 ou 1487.
Le couple eut deux enfants.
- Marguerite. Elle hérite de son père l'ammanie de Bambecque et de sa mère la seigneurie de Nieurlet et probablement d'une partie de leurs possessions dans la châtellenie de Furnes, ceci sans doute après le décès de son frère puisque le droit d'ainesse et la primauté donnée aux garçons faisait que les filles n'héritaient des seigneuries que s'il n'y avait pas de garçon vivant.

Elle épouse en 1496 Denis de Saint Omer, dit de Morbecque chevalier et seigneur de Morbecque et de Hondecoutre (également écrit Hondrecoutre, Houdecoutre), fils de Josse et de Jeanne de Hondecoutre. Denis est le frère d'Isabeau qui avait épousé ci-dessus le petit-cousin de Marguerite, Jean IV de Drincham. Il est seigneur de Capple, bailli de Furnes de 1489 à 1500. Il fut également pendant un temps capitaine de Bourbourg. Il décède en 1505.
Elle se marie une seconde fois, le 15 septembre 1513, avec Charles de Hallwin (Halluin), chevalier, fils de Josse, chevalier, et de Jeanne de la Trémoille membre de la Maison De La Trémoille. Il est seigneur de Piennes, chambellan de Philippe Le Beau, roi de Castille (fils de l'empereur Maximilien et père de Charles Quint, à l'époque donc où le duché de Bourgogne était devenu possession de la Maison d'Autriche), bailli de la châtellenie de Cassel et capitaine (gouverneur militaire) de Dunkerque. Charles de Hallwin est le frère de Pierre de Hallwin, comte et évêque d'Alet (Liste des évêques d'Alet). Marguerite lui amène les seigneuries de Bambecque et de Nieurlet. Pour les deux époux, il s'agit d'un deuxième mariage. Charles décède le 8 mars 1514 , Marguerite en 1529 ou 1530 et le couple est enterré dans l'église du monastère de Piennes. En 1520, peu de temps avant sa mort, lorsque Charles Quint fait sa première entrée à Dunkerque, il loge dans la maison la plus grande et la plus commode de la ville : elle appartient à Mme de Hondecoutre, veuve de Charles de Hallwin. Il apparait ainsi que Marguerite vit ses dernières années à Dunkerque (son fils Claude de Hallwin est gouverneur de Dunkerque après son père) et qu'elle doit posséder des revenus confortables.
Les biens de Marguerite sont partagés entre ses enfants Claude de Hallwin (seigneuries de Nieurlet de de Bambecque) et Barbe de Saint Omer, dite de Morbecque, mariée à François de Recourt seigneur de Recourt, Camblain.
- Jacques. Il hérite de son père le bien situé à Bulskamp et fait une carrière dans le Magistrat de la châtellenie de Furnes en tant qu'échevin avec un rang plus ou moins important de 1488 à 1502-1503. Il meurt en 1507-1508, date à laquelle une partie de ses biens passent à un Mailliart de Winnezeele , sans que l'on connaisse le lien de parenté (a-t-il épousé une femme De Winnezeele? y a-t-il un lien avec Jean de Winnezeele époux de sa tante Isabelle?) mais il ne s'agit pas de son fils sinon Mailliart aurait hérité de l'ensemble des biens de Jacques alors que c'est la sœur de Jacques, Marguerite qui hérite de l'essentiel.

Jacques fut le dernier descendant masculin de la dynastie des De Flandres Drincham, le nom de De Flandres Drincham disparait donc avec lui.

### La postérité du nom Drincham
Dans ce paragraphe sont recensés deux types d'éléments. D'une part sont présentées des personnes portant le nom de "de Drincham", et non pas de Flandres Drincham  car le lien avec les précédents personnages n'est pas établi : il s'agit probablement d'enfants naturels. Ensuite seront rapportées quelques notations qui montreront que le nom de  Flandres Drincham ou de Drincham (ou sous sa forme "flamande" van Drinckam) peut être retrouvé au cours des XVIe  et XVIIe siècles mais a priori pas au-delà.

#### Personnages sans lien confirmé
- Jean de Drincham. Il est un enfant naturel de la deuxième moitié du XVe siècle (son nom est retrouvé dans un registre de 1473-1474). Il peut être fils de Jean III ou de ses frères François ou Jacques ou encore de Jean IV ou de son frère Philippe ou encore de Simon mais il descend de l'un d'eux sinon il n'aurait pu épouser une fille de chevalier et de seigneur. Il épouse à Dixmude a priori après l'avoir enlevé une Guillemette de Brune, fille de Louis, chevalier, seigneur de Vellenaere, conseiller de Philippe Le Bon, et de sa première femme Eléonore de Bambecque, dite Gallois (lien probable avec Guillemine épouse de Jacques de Flandres Drincham).

Lorsque son beau père décède, en 1464, Jean aurait dû hériter de ses biens via sa femme, mais la faute de l'enlèvement ne le permit pas : les biens lui furent confisqués en 1473-74 pour ce motif. Et on perd sa trace....
- Françoise de Drincham. Elle épouse Marc Ryckewaert, chevalier, fils de Marc, seigneur de Wallecourt et de Marguerite de la Croix. Elle vit vers 1504 et leur mariage se situerait en 1525. Son origine noble ne fait pas de doute vu son mariage. Elle peut être la fille naturelle de Jean IV de Drincham ou plus probablement de Simon de Drincham ou de son fils Jacques.

- Jean de Drincham. Il est "bâtard" de Jacques et bourgeois de Furnes vers 1519 (sans doute est il fils naturel du Jacques fils de Simon).

- François de Drincham. On sait seulement de lui qu'il fut enterré dans l'église Saint Nicolas de Dixmude en 1551 ou 1552 et qu'il disposait a priori de moyens limités.

- Jacques de Drincham. Il est aubergiste à Furnes en 1573-1574 et une veuve d'un Jacques de Drincham était aubergiste également à Furnes en 1587-1588.

Ces deux dernières personnes tendent à montrer que le temps de la splendeur et des hautes fonctions était passé pour les De Drincham en cette fin du XVIe siècle.

#### Postérité du nom de Drincham
Au XVIe siècle , en 1567,est retrouvé un Charles de Drincham bourgeois d'Hondschoote qui fut inquiété lors de la répression de l'hérésie protestante par le souverain très catholique détenteur de la région (il s'agit de Philippe II d'Espagne). Il y avait en effet une communauté protestante notable à Hondschoote. Le bailli de Flandres arrête donc en 1567 Charles de Drincham au motif d'hérésie ce qui provoqua une émeute dans la ville. Le lien entre ce Charles et nos seigneurs de Drincham n'est pas connu mais Hondschoote est toute proche de Bambecque et pas si éloignée de Drincham, le lien existe très probablement même s'il n'est pas établi de façon vérifiée. Il faut cependant noter qu'à cette date tous les personnages seigneurs de Drincham ou leurs descendants masculins sont décédés (la seigneurie est dans les mains de la famille De Jauche). Et il s'agit des seules informations disponibles sur ce Charles de Drincham.
Il est par ailleurs possible de retrouver différentes personnes vivant au XVIIe siècle portant le nom De Drincham sous la forme De Drinckam  Mais la liaison avec nos seigneurs de Drincham ou leurs descendants n'est ni évidente ni avérée : souvent il s'agit d'extraits de registres paroissiaux (registres de mariages par exemple) dont les extraits ne permettent pas de retracer la généalogie, les registres n'existant généralement plus pour les périodes antérieures. Tout au plus peut on relever une certaine proximité géographique : les noms qui reviennent le plus souvent sont Wormhout, Herzeele,villages proches de Bambecque.
En tout état de cause, si tant est qu'il subsista jusque là, le nom ne survécut pas à la Révolution française : sans doute valait il mieux éliminer tout ce qui pouvait rappeler les ascendances seigneuriales. Il est d'ailleurs probant que sur le site évoqué , on ne trouve aucune trace du nom ni au XVIIIe siècle ni au-delà.
Néanmoins la seigneurie elle continua d'exister avec ses nouveaux détenteurs les De Cupère.

## Les De Cupere
Au XVIIe siècle, à partir de 1615 comme il a été dit ci-dessus, la seigneurie de Drincham est détenue par les De Cupere .
Avec eux, le mot Drincham ne figure plus ou seulement parfois dans le nom du seigneur de Drincham ou de ses descendants. La seigneurie de Drincham n'est plus non plus le pivot des possessions du titulaire , elle devient un bien parmi d'autres même si elle est généralement citée en premier lors de l'énumération des titres du possesseur, ce qui peut expliquer pourquoi  ces nouveaux seigneurs veillèrent à maintenir son éclat.
(Cette section se fonde sur un livre datant de 1862, cité dans la Bibliographie, qui retrace la généalogie de cette famille. Cet ouvrage donne les armoiries  successives des différents De Cupere et des familles de leurs époux ou épouses. Les autres sources seront indiquées au fur et à mesure de leur utilisation)
Les De Cupere seigneurs de Drincham relèvent d'une branche cadette d'une famille dont la branche aînée se développa dans les Pays-Bas et durait encore au XIXe siècle sous le nom "néerlandisé" de De Kuyper au moment où Mr De  Herckenrode rédigea son ouvrage en 1862.
Armes des de Cupere : De sinople au sautoir d'hermines (voir famille de Cupere).

### Philippe Octave de Cupere (1599-1640)
Il est seigneur de Drincham de 1615 à 1640.
Selon Mr Verbèke le premier Cupere seigneur de Drincham fut Pierre De Cupere, greffier-pensionnaire de la ville et châtellenie de Bourbourg, fondateur du séminaire qui porte son nom dans la ville de Bergues, et après lui son fils Mathieu, lui-même père de Philippe Octave. Ces affirmations ne sont pas vérifiées par les documents disponibles et déjà cités. La seigneurie de Drincham fut achetée en 1615 par Philippe Octave et avant cela elle était la propriété de la famille de Wissocq puis de celle de Gand. Le Premier De Cupere seigneur de Drincham fut donc bien Philippe Octave. Mr Herckenrode le confirme : ni Pierre ni Mathieu ne sont cités comme seigneurs de Drincham.
Philippe Octave est né au château de Gravelines en 1599, probablement pendant que son père y exerçait .
Il est le fils de Mathieu, chevalier, seigneur de Bazelle, Walle, (petit fief situé sur Saint-Georges-sur-l'Aa), Boullaire, Zutberland , échevin du Franc de Bruges, colonel du comte de Bucquoy, capitaine au régiment du seigneur de la Motte-Pardieu, général de l'artillerie aux Pays-Bas, lieutenant gouverneur et capitaine de Gravelines, puis gouverneur de Renty, au service du prince de Parme gouverneur des Pays-Bas, mort au siège de Wachtendonck en 1605, après une carrière bien remplie où il se signala par ses qualités. Son corps est inhumé à Gueldres et son cœur déposé dans l'église des Jésuites à Saint-Omer.
Mathieu avait épousé en 1595 Marie de Marquais, fille de Jean de Marquais, seigneur de Villers, Verquin, Beaurain et d'Anne Le Vasseur, fille du seigneur de Werquigneul. Après la mort de Mathieu, sa veuve épousa en 1613 Jean De Haynin, chevalier, seigneur du Maisnil, La Mairie, Wastine, maire de Saint-Omer Elle est morte en 1649 à Saint-Omer âgée de 79 ans sans avoir eu d'enfants de son second mariage  ou selon un autre ouvrage, une seule fille morte en bas âge et fut également enterrée dans l'église des Jésuites de Saint-Omer.
Son remariage n'empêcha pas Marie de Marquais de faire rebâtir en 1620 le château de Drincham avec beaucoup de luxe, pour posséder une demeure à la hauteur de l'église de la paroisse, nous dit Mr Verbèke. Le résultat fut le plus beau, le plus luxueux et le plus étendu château de la châtellenie avec cours et parcs qui attira les visiteurs. Ce château pouvait abriter 300 hommes en armes ce qui lui donnait une puissance non négligeable (et ce qui lui valut d'ailleurs d'être démoli en 1793 car considéré comme trop dangereux s'il tombait aux mains des ennemis de la Révolution) . Dans son ouvrage Flandria illustrata, publié au XVIIe siècle, Antoine Sanderus, chanoine d'Ypres, a inclus un dessin du château de Drincham visible sur le site de Westhoekpedia. Cette reconstruction témoigne des capacités financières de la famille.
Philippe Octave récupéra toutes les seigneuries de son père (il n'avait eu qu'une sœur Anne née en 1596 et morte en bas âge) et suivit la carrière militaire de son père au service du roi d'Espagne pendant les guerres avec la France et la Hollande en qualité de colonel du comte de Mansfelt puis colonel d'une compagnie d'hommes d'armes de Lamoral, prince de Ligne et du Saint- Empire.
En 1603, Philippe Octave de Cupere achète dans la châtellenie de Bourbourg un fief dit "Boulaere" d'environ 130 mesures (environ 60 hectares). Après sa mort, en 1644, sa veuve le relève au nom de leur fils François Marie de Cupere, héritier féodal de son père. Le fief ne quittera plus les possessions de la famille et sera retrouvé chez leurs héritiers les marquis de Harchies (voir ci-dessous).
Philippe Octave acheta à son cousin Ferdinand (issu d'une autre branche de la famille) en août 1638 les fiefs de Wauerie et de Malaise.
Il est mort le 19 juillet 1640, tué au combat lors du siège d'Arras, bataille perdue par les espagnols pour lesquels il combattait et qui permit à la France de prendre Arras.
Il avait épousé Isabelle Thérèse Agnès De La Haye dame de Tanacre, veuve d'un premier mariage, par contrat de mariage passé à Saint-Omer le 1er avril 1634 auquel furent présents  plusieurs nobles liés aux deux parties. Elle était fille de Charles de La Haye, seigneur d'Ames, Caffort, Werps, Hebellerye, gentilhomme de la chambre (chambellan probablement) du duc de Bavière et de Jacqueline de La Cornhuse, chanoinesse de Munsterbilsen.
Le couple compta plusieurs enfants.
- François Marie qui suit.

- Adrien Philippe. Il est né le 4 octobre 1636, fut écuyer, seigneur de Wauerie (héritée de son père), eut lui aussi une longue carrière militaire où il se distingua par ses qualités. Il se maria mais le nom de sa femme n'est pas connu.

- Philippe. Il est mort jeune et fut inhumé devant le grand autel de l'église de Drincham (il s'agissait de l'ancienne église qui était plus grande que l'actuelle reconstruite en 1901).

- Ferdinand. Il est né en 1639, fut seigneur de Tanacre, hérite du fief dit Walle qu'il vend. Il fait lui aussi une carrière militaire et meurt d'une maladie contagieuse contracté lors du siège de Saint Ghislain en Hainaut, sans avoir été marié. Il fut enterré dans l'église du couvent des récollets de Saint-Omer.

Selon un site généalogique, le couple eut un autre enfant Bernard qui se mésallia mais les documents disponibles ne permettent pas de confirmer ou infirmer cette affirmation.
Philippe Octave et Isabelle Thérèse auraient également eu une autre fille prénommée Isabelle Philippe qui aurait épousé un Charles Ignace de Harchies écuyer, capitaine de cavalerie, fils de Séverin de Harchies , seigneur de Beaucamp et de Lauwe, et de Hélène Morin dite De Morin fille de Jean écuyer, bourgeois d'Ypres. Cette donnée n'a pu être confirmée par d'autres documents.

### François Marie De Cupere (1635-1700)
Il est seigneur de Drincham de 1640 à 1700 (sans doute dans les premières années sous la tutelle de sa mère). Vers 1642, sa mère relève la seigneurie de Drincham au nom de son fils François Marie.
Il est né à Saint-Omer le 25 janvier 1635.
Il est seigneur de Drincham, Boullaere, Zutberland. Selon l'ouvrage « famille De Coloma » et le travail de Mr Goethals, il est baron de Drincham,. Il suivit la carrière militaire lui aussi .
Il épouse le 17 janvier 1663 après contrat de mariage à Bergues, par dispense du Saint Siège, Marie Thérèse Vlaeminck, sa cousine (issue d'une autre branche de la famille). Elle était fille unique et héritière universelle de Pierre Vlaeminck, écuyer, seigneur de Valbason et du Bamaire et de Marie Thérèse de Piermont.
Le nouveau couple donna la grande vitre à l'église des Récollets de Dunkerque et y fit peindre leurs armes. Il donna également à l'église de Drincham une magnifique verrière qui n'existait plus en 1830.
François Marie fit enregistrer au bureau de Dunkerque, le 16 septembre 1697, avec les armoiries de sa seigneurie, celles propres à sa famille, qui portaient: « de sinople à un sautoir d'hermines ».
Il fit quasi entièrement reconstruire l’église de Drincham. De cette reconstruction, date et demeure présent en l'église actuelle le confessionnal en bois de chêne sculpté (1684) classé par les Beaux-Arts, (la chaire elle date du XVIIIe siècle et sa rampe également sculptée est classée depuis 1982). C’est alors que furent placées sur la façade de l'église les armoiries des De Cupere. Ces armoiries se trouvent encore de nos jours au-dessus de la porte d’entrée (bien qu'elles ne soient plus visibles).
François Marie meurt en 1700. Son épouse décède en 1720.
Le couple eut 4 enfants
- Isabelle Olympie. Elle est née à Saint Omer le 29 décembre 1663 et épousa Robert Léonard Mouton de Harchies, seigneur de Pery.

- Silvie Scholastique. Elle est née à Bergues le 17 mars 1671 et épousa Antoine de Geneviers, seigneur de Samette, haut échevin de Cassel.

- Louis Winoc. Il hérita des principales seigneuries et fut le seigneur de Drincham suivant cf.ci-dessous.

- Clotilde Radegonde. Elle se dit Clotilde Radegonde De Cupere Drinckham. Elle épouse par contrat de mariage du 10 septembre 1703 Charles Antoine Marquis de Beauffort et de Mondicourt, né en 1678, seigneur de Montdiès, Malmaison, Terdeghem et autres localités[80], capitaine de dragons à Saint- Omer (famille de Beauffort). Le couple habite à Saint-Omer. Elle décède en 1721, « d'une fièvre continue »[83], il se remarie en 1735, obtient la même année de Louis XV l'autorisation de porter les titres de marquis de Beauffort et de Mondicourt et meurt en 1743. Il est inhumé en la cathédrale de Saint-Omer.

### Louis Winoc De Cupere (?-1758?)
Il succède à son père en 1700. Il relève la seigneurie de Drincham en 1701.
Il est présent le 2 avril 1708 à Saint-Omer lors de la passation d'un acte visant à mettre fin à un litige qui semble dater du temps de son grand père Philippe Octave en 1629. Il est dit écuyer. Assistent également à l'acte ses sœurs et leurs maris.
Il est seigneur de Drincham, Boulaire, Tanacre (récupérée à la suite du décès de son oncle Ferdinand).
En 1704, il donne commission à Nicolas Bart, oncle du célèbre corsaire Jean Bart, curé de Drincham jusqu'en 1704, afin qu'il devienne régent du séminaire de Cupere à Bergues.
Aucune autre donnée n'a pu être retrouvée à son sujet.
Toutefois il semble décéder, en 1757 ou 1758, sans héritier car la seigneurie de Drincham passe à la descendance de sa sœur aînée Isabelle Olympie : les De Harchies. La seigneurie de Drincham est relevée par Jean Charles Augustin de Harchies en 1758.

## Les Marquis de Harchies
Harchies est une commune du Hainaut Belge se situant près de la frontière avec la France du côté de Vieux Condé et de Condé sur l'Escaut. Les De Harchies constituent une famille avec de nombreux rameaux qui remonte au XIe siècle .
Les sources divergent sur le nom précis de ces sieurs De Harchies : De Harchies ou Mouton De Harchies, seigneurs de Drincham. Il y a également souvent confusion de données : Mr Verbèke mélange des données relatives à plusieurs De Harchies : le seigneur de Drincham député de la noblesse en 1789 ne s'appelait pas Louis Gabriel, celui-ci était son demi frère; une autre source donne pour député le père du véritable représentant de la noblesse en 1789 (et il en fait le député du bailliage de Saint-Omer et non de Bailleul). Les sites généalogiques eux, sont souvent incomplets (ex : ne citent qu'un seul des deux mariages du père de notre député). Les problèmes résultent en partie du fait qu'il y eut deux sieurs de Harchies, notre député et son demi frère, qui participèrent à l'Assemblée Nationale à des époques différentes (voir ci-dessous) ainsi que du fait que les descendants du premier De Harchies seigneur de Drincham portèrent tous le titre de marquis de Harchies.
Le deuxième marquis de Harchies seigneur de Drincham fut représentant de la noblesse aux États Généraux de 1789.

### Jean Charles Augustin Mouton de Harchies (1721-1782)
Le premier De Harchies seigneur de Drincham fut Jean Charles Augustin Mouton de Harchies, petit fils d'Isabelle Olympie de Cupère et de Robert Léonard Mouton de Harchies.
Ces derniers eurent pour fils cadet François Marie Mouton de Harchies, père de notre marquis.
François Marie Mouton de Harchies, écuyer, seigneur de Delettes, Coyecques, Vourcanville, puis après la mort de son frère aîné, de Péry, Contes, épouse Marie Joseph Agnès de Croisilles (mariage en janvier 1721 à Saint-Omer) fille de Jacques Augustin de Croisilles, écuyer, seigneur de Blanchemotte et de Jeanne Bertine Du Val de la Pierre.
Nait du mariage à Saint-Omer en 1721, Jean Charles Augustin. Il est écuyer, seigneur de Drincham, de Boulaere, (au moins en 1765, depuis quand?), de Contes, de Delettes, du Péry, de Ruisseauville, capitaine aide-major au régiment de Rohan-Rochefort.
Comme il a été dit ci-dessus, il relève la seigneurie de Drincham en 1758.
Il obtient du Roi de France Louis XIV en 1766 des lettres de noblesse héréditaire pour lui et pour son frère Gérard François de Harchies et en 1770, le titre de marquis pour lui et sa descendance lui est accordé, il réside à Arras à cette époque.
Il épouse le 9 mai 1751 à Ypres Marguerite-Françoise de Moucheron fille de François Laurent De Moucheron, seigneur de Lynde et de Pétronille Françoise Aerlebout. Son épouse meurt le 8 octobre 1753 à Ypres. Il épouse en secondes noces à Amiens, le 11 janvier 1760, Jeanne Charlotte Xavière De Cerf, marquise de Wintershoven, dame de Vlamertinghe, fille de Jean François Joseph chevalier, marquis de Wintershoven, seigneur de plusieurs localités, grand bailli de la ville et châtellenie d'Ypres et de Françoise Pélagie de Guines de Bonnières de Souastre.
Il décède le 10 avril 1782 à Arras ayant eu plusieurs enfants de ses deux mariages.
Sont nés du premier mariage :
- Bertine Françoise Joséphine. Baptisée à Ypres le 5 avril 1752, elle épousa le 11 juin 1772 Charles Isabelle Marie Désiré Ghislain de France, comte d'Hézecques, fils de Charles Alexandre Antoine, comte d'Hézeques et de Marie Louise Françoise Victoire de Mailly.

- Charles François qui suit.

Du second mariage sont nés :   
- Louis François Gabriel Joseph. Il nait à Saint-Omer le 25 août 1760 (8 mois après le mariage de ses parents), chevalier, marquis de Wintershoven. Il émigra pendant la révolution puis fut chambellan de Napoléon 1er, créé comte de l'Empire en 1810, désigné à l'Assemblée Nationale (qui s'appelait à ce moment-là Conseil des Cinq-Cents) de 1813 à 1814[92],[93]. Il épousa Hélène Amédée (ou Hélèna Gottlieb) , baronne de Plettenberg à Mittau en Courlande (Lettonie actuelle). Il meurt à Ypres le 8 septembre 1822[94]. Leurs enfants ont été :

1. Charles Adolphe, né à  Vlamertinghe le 1er décembre 1786, mort à Paris le 20 janvier 1788.
2. Euphémie-Thédora Valentine, née à Vlamertinghe le 20 juin 1788, morte à Paris en son hôtel le 21 septembre 1858. Elle avait épousé en premières noces à Ypres, Anne Josephe Thibaut, comte de Montmorency, mort le 21 octobre 1818, et en secondes noces, le 8 août 1820 (ou 1821) Anne Louis Victor, duc de Montmorency, mort à Paris sans postérité le 18 août 1862[94].

- Charlotte Marie Henriette. En 1765, son père achète pour elle un fief de 50 mesures, (environ 22 hectares), 1 630 livres, situé dans la châtellenie de Bourbourg[88] (en 1769, sa sœur Bertine Françoise va constituer un homme desservant (un représentant) pour ce fief[88]). Elle épousa le 31 mars 1784 Joseph Louis De Querecques (ou de Crésecques) chevalier, marquis de Quérecques, fils du marquis Louis Henri de Quérecques , seigneur de Forceville et de Marie Thérèse Françoise Brunel.

- Françoise Augustine. Elle épousa Charles François Sillon, maréchal de camp, chevalier de l'ordre royal et militaire de Saint Louis.

### Charles François Mouton De Harchies (1753-1812)
Charles François Mouton de Harchies, chevalier, marquis de Harchies, baptisé à Ypres le 23 février 1753, officier au régiment de Poitou en 1770, puis chevalier de l'ordre royal et militaire de Saint Louis épouse Anne Henriette Angélique Eugénie de Stappens, fille d'Albert, écuyer, et de Henriette Le Camus. Il décède à Aubencheul au Bac le 23 janvier 1812.
Le futur député est le fils de Jean Charles Augustin et de Marguerite Françoise de Moucheron sa première épouse. Il est parfois confondu avec son demi frère Louis François Gabriel Joseph cf. ci-dessus.
Entre 1786 et 1788, il rachète une partie du fief principal du châtelain de Bourbourg, Eugène Eustache de Béthisy, criblé de dettes héritées de son père : le fief de Wythof en Drincham, Eringhem, Merckeghem.
Il fut un des deux représentants de la noblesse pour le compte du bailliage de Bailleul, autrement dit pour la région des châtellenies de Bailleul, Bergues, Bourbourg, Cassel et Dunkerque, en tant que député aux États généraux de 1789.
Il fut député du 10 avril 1789 au 30 septembre 1791. Il y fut très discret et ne laissa pas de trace de sa présence dans l'Assemblée sauf son absence lors de l'appel nominal du 12 juillet 1791. Le marquis de Harchies émigra lorsque la Révolution se radicalisa et on le retrouve après celle ci.
Sans doute le marquis de Harchies fut-il choisi parce qu'il fut estimé qu'il pouvait dignement représenter la noblesse de la Région, sans doute fut-il choisi en raison de ses divers titres, fonctions et relations mais il n'en demeure pas moins que c'était parce qu'il était seigneur de Drincham qu'il put prétendre représenter la noblesse de la région de Bailleul.
La seigneurie de Drincham disparut du fait de la Révolution de 1789 et de l'abolition des titres de noblesse en 1790.L'histoire de la seigneurie de Drincham prit fin ainsi après plus de six siècles d'existence.